# Tillandsia pohliana
Tillandsia pohliana es una especie de planta epífita dentro del género  Tillandsia. Es originaria de Bolivia, Perú, Argentina, Paraguay, y Brasil.

## Taxonomía
Tillandsia pohliana fue descrita por Carl Christian Mez y publicado en Flora Brasiliensis 3(3): 597, pl. 111. 1894.
Etimología
Tillandsia: nombre genérico que fue nombrado por Carlos Linneo en 1738 en honor al médico y botánico finlandés Dr. Elias Tillandz (originalmente Tillander) (1640-1693).
pohliana: epíteto otorgado en honor del botánico Johann Baptist Emanuel Pohl. 
Sinonimia
- Tillandsia hilaireana Baker
- Tillandsia latisepala L.B.Sm.
- Tillandsia windhausenii Hassl. ex Rojas	[4][5]